# Ścinawa
Ścinawa [ɕt͡ɕi'nava], tyska: Steinau an der Oder, är en stad i sydvästra Polen, tillhörande distriktet Powiat lubiński i Nedre Schlesiens vojvodskap. Staden ligger 35 kilometer nordost om staden Legnica, på den plats där den mindre floden Żimnica mynnar i floden Oder. Tätorten hade 5 792 invånare i juni 2014 och utgör centralort i en stads- och landskommun med totalt 10 325 invånare.